# 산호세주 (코스타리카)

산호세주의 위치

산호세주(스페인어: Provincia de San José)는 코스타리카 중부에 위치한 주로 주도는 산호세(코스타리카의 수도이기도 함)이며 면적은 4,966km2, 인구는 1,404,242명(2011년 기준), 인구 밀도는 280명/km2이다. 20개 현을 관할한다. 북쪽에서 시계 방향으로 알라후엘라주, 에레디아주, 리몬주, 카르타고주, 푼타레나스주와 접한다.

주기
주 문장

## 같이 보기
- 코스타리카의 주